# Набиулин, Алексей Довлатович
Алексей Довлатович Набиулин (15 августа 1978 года, Норильск) — российский пианист, лауреат международных конкурсов.

## Биография
А. Д. Набиулин родился в Норильске (Красноярский край, СССР). С 5 лет Начал заниматься музыкой вместе с мамой, обучался в норильской Детской школе искусств № 1.
В 1988 году А. Д. Набиулин поступил в Центральную среднюю специальную музыкальную школу при Московской государственной дважды ордена Ленина консерватории имени П. И. Чайковского, в класс к Гаджиеву С. И. Уже в юном возрасте добился международного признания: в 1991 году выступал в Канаде на благотворительных концертах вместе с делегацией Советского Детского Фонда; в 1992 А. Д. Набиулин участвовал в турне «Russische Wunderkinder», проходившем по всей Германии.
В 1996—2001 годах учился в Московской Консерватории у профессора М. С. Воскресенского, у И. Л. Худолея — по камерному ансамблю, у М. В. Никешичева — по концертмейстерскому классу. 2001—2003 гг. прошёл стажировку в качестве ассистента в Московской государственной консерватории. С 2012 года — ассистент у профессора П. Т. Нерсесьяна. В настоящее время преподаёт в Московской государственной консерватории им. П. И. Чайковского на кафедре специального фортепиано.
Алексей Довлатович Набиулин с большим успехом выступает на крупнейших сценах мира — в Большом, Малом, Рахманиновском залах Московской Консерватории, в Концертном Зале им. П. И. Чайковского Московской Филармонии, Alice Tully Hall в Нью-Йорке, Wigmore Hall в Лондоне, National Concert Hall в Дублине, Salle Cortot в Париже, Grand Opera Massenet в Сан-Этьенн, Salle Moliere в Лионе, Teatro G.Verdi в Терни, Sala dei Notari в Перудже, Gasteig в Мюнхене, в концертных залах филармоний России и стран Содружества.
Артист активно сотрудничает с оркестрами Irish Chamber Orchestra, National Symphony Orchestra of Ireland, Orchestre National de Lille, Czech Virtuosi de Brno, Greenwich Symphony, Orchestra regionale di Lazio, Sinfonica Warszawa, Orchestre Philarmonique de Monte-Carlo, Молодая Россия, Harmonia Nobile, Государственный Академический Симфонический Оркестр им. Е. Светланова, Уральский Филармонический Академический Оркестр, Национальный Симфонический Оркестр Украины, Государственный Симфонический Оркестр Республики Татарстан и другими.
Исполнительское творчество Алексея Довлатовича Набиулина запечатлено на компакт-дисках фирм «Audite» (произведения С.Прокофьева и С.Рахманинова), «Мелодия» (сочинения Ф. Шуберта), «Triton» (live-запись с конкурса им. П. И. Чайковского).

## Достижения
А. Д. Набиулин является лауреатом следующих международных конкурсов:
- 1998 год — 1-я премия и специальные призы за лучшее исполнение произведений Шуберта и обязательного сочинения на Международном конкурсе пианистов им. Алессандро Казагранде в г. Терни (Италия);
- 2000 год — 1-я премия и специальный приз за лучшее исполнение произведений Джона Фильда на Международном конкурсе пианистов в Дублине (Ирландия);
- 2002 год — 2-я премия; серебряная медаль и специальные призы Московской Консерватории, ТК «Культура» и рояльной фирмы «Seiler» на Международном конкурсе им. П. И. Чайковского в г. Москва)[2].